# Trofeo Bill Masterton

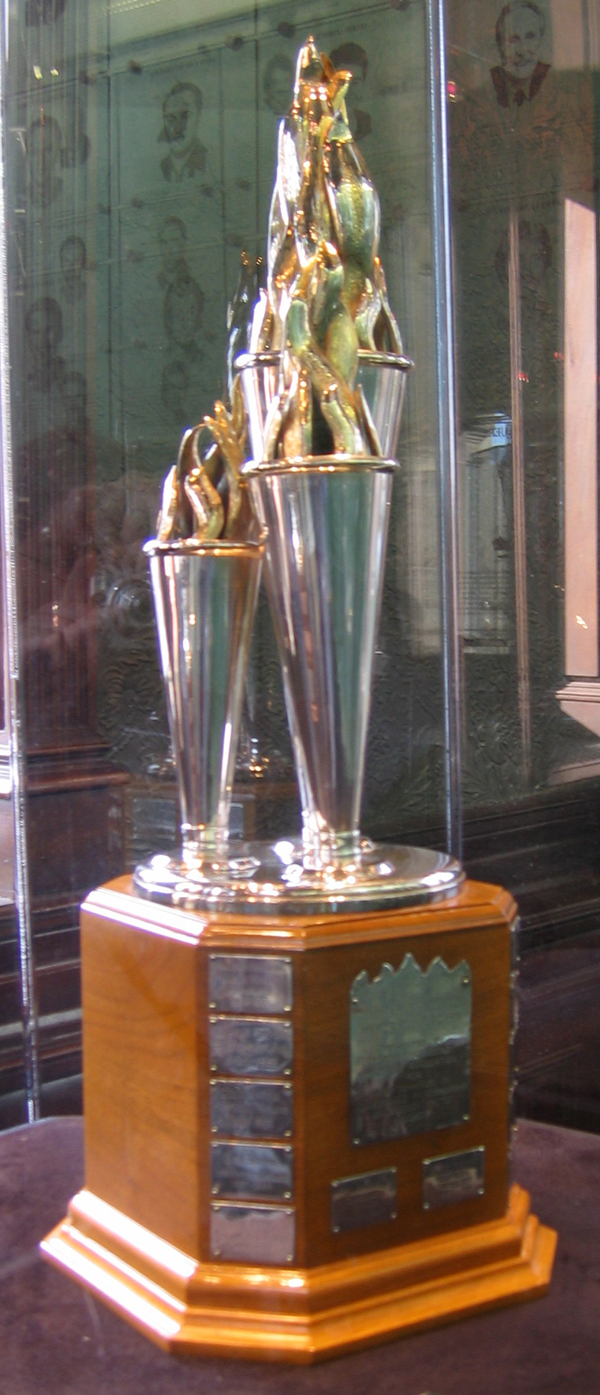
El Trofeo Bill Masterton en el Salón de la Fama del Hockey.

El Trofeo Bill Masterton (en inglés Bill Masterton Memorial Trophy) se entrega anualmente al jugador de la National Hockey League que ejemplifica mejor las cualidades de constancia, deportividad y dedicación al hockey sobre hielo. El ganador es elegido por medio de votación de la Asociación de Periodistas de Hockey Profesional. Se suele entregar a un jugador que regresa tras enfermedad, lesión o problemas personales. Un jugador puede ganar este trofeo sólo una vez en su carrera.
El trofeo recibe su nombre en honor a Bill Masterton, un jugador de los Minnesota North Stars que murió el 15 de enero de 1968 tras haber sufrido una lesión en un partido. Durante su carrera, Masterton fue un claro ejemplo de las cualidades a las que este trofeo está dedicado. Se entregó por primera vez durante la temporada 1967-68. 

## Ganadores del Trofeo Bill Masterton
- 2022-23 - Kristopher Letang, Pittsburgh Penguins
- 2021-22 - Carey Price, Montreal Canadiens
- 2020-21 - Oskar Lindblom, Philadelphia Flyers
- 2019-20 - Bobby Ryan, Ottawa Senators
- 2018-19 - Robin Lehner, New York Islanders
- 2017-18 - Brian Boyle, New Jersey Devils
- 2016-17 - Craig Anderson, Ottawa Senators
- 2015-16 - Jaromir Jagr, Florida Panthers
- 2014-15 - Devan Dubnyk, Minnesota Wild
- 2013-14 - Dominic Moore, New York Rangers
- 2012-13 - Josh Harding, Minnesota Wild
- 2011-12 - Max Pacioretty, Montreal Canadiens
- 2010-11 - Ian Laperriere, Philadelphia Flyers
- 2009-10 - Jose Theodore, Washington Capitals
- 2008-09 - Steve Sullivan, Nashville Predators
- 2007-08 - Jason Blake, Toronto Maple Leafs
- 2006-07 - Phil Kessel, Boston Bruins
- 2005-06 - Teemu Selanne, Anaheim Mighty Ducks
- 2004-05 - Vacante por huelga de jugadores
- 2003-04 - Bryan Berard, Chicago Blackhawks
- 2002-03 - Steve Yzerman, Detroit Red Wings
- 2001-02 - Saku Koivu, Montreal Canadiens
- 2000-01 - Adam Graves, New York Rangers
- 1999-00 - Ken Daneyko, New Jersey Devils
- 1998-99 - John Cullen, Tampa Bay Lightning
- 1997-98 - Jamie McLennan, St. Louis Blues
- 1996-97 - Tony Granato, San Jose Sharks
- 1995-96 - Gary Roberts, Calgary Flames
- 1994-95 - Pat LaFontaine, Buffalo Sabres
- 1993-94 - Cam Neely, Boston Bruins
- 1992-93 - Mario Lemieux, Pittsburgh Penguins
- 1991-92 - Mark Fitzpatrick, New York Islanders
- 1990-91 - Dave Taylor, Los Angeles Kings
- 1989-90 - Gord Kluzak, Boston Bruins
- 1988-89 - Tim Kerr, Philadelphia Flyers
- 1987-88 - Bob Bourne, Los Angeles Kings
- 1986-87 - Doug Jarvis, Hartford Whalers
- 1985-86 - Charlie Simmer, Boston Bruins
- 1984-85 - Anders Hedberg, New York Rangers
- 1983-84 - Brad Park, Detroit Red Wings
- 1982-83 - Lanny McDonald, Calgary Flames
- 1981-82 - Glenn Resch, Colorado Rockies
- 1980-81 - Blake Dunlop, St. Louis Blues
- 1979-80 - Al MacAdam, Minnesota North Stars
- 1978-79 - Serge Savard, Montreal Canadiens
- 1977-78 - Butch Goring, Los Angeles Kings
- 1976-77 - Ed Westfall, New York Islanders
- 1975-76 - Rod Gilbert, New York Rangers
- 1974-75 - Don Luce, Buffalo Sabres
- 1973-74 - Henri Richard, Montreal Canadiens
- 1972-73 - Lowell MacDonald, Pittsburgh Penguins
- 1971-72 - Bobby Clarke, Philadelphia Flyers
- 1970-71 - Jean Ratelle, New York Rangers
- 1969-70 - Pit Martin, Chicago Blackhawks
- 1968-69 - Ted Hampson, Oakland Seals
- 1967-68 - Claude Provost, Montreal Canadiens